# UGC 4100
UGC 4100 è una galassia irregolare visibile nella costellazione di Cefeo.
La galassia si presenta di forma irregolare e di bassa luminosità superficiale. Non si evidenziano strutture degne di nota.
Situata 3' a nord del confine con la costellazione della Giraffa, la stella più cospicua nella vicinanze si trova 4 minuti ad est ed è PPM 1362, di magnitudine 9,6.